# ACM Computing Surveys
ACM Computing Surveys (CSUR) es una publicación científica de revisión por pares, publicada por la Association for Computing Machinery. Publica artículos resumidos y tutoriales relacionados con las ciencias de la computación y la computación en general. Fue fundada en 1969, y su primer redactor jefe fue William S. Dorn.
En ISI Journal Citation Reports, ACM Computing Surveys tiene el mayor factor de impacto entre todas las publicaciones de ciencias de la computación. En un ranking de 2008 de publicaciones en ciencias de la computación, ACM Computing Surveys recibió el más alto ranking, siendo catalogada con un "A*".